# Barbus hospes
The Namaquab Barb (Barbus hospes) là một loài cá vây tia trong họ Cyprinidae.
Nó được tìm thấy ở Namibia và Nam Phi. It is becoming rare due to habitat loss.